# Kecamatan Jati (distrikt i Indonesien, lat -6,83, long 110,84)
Kecamatan Jati är ett distrikt i Indonesien.   Det ligger i provinsen Jawa Tengah, i den västra delen av landet, 400 km öster om huvudstaden Jakarta.